# 蛇尾四
蛇尾四，又名南極座α，CP-77 1474，HD 199532、SAO 257879、HR 8021，是南極座的一颗恒星，视星等为5.15，在历元J2000时，恒星的赤經21h 04m 43s，赤緯为-77° 01′ 26″。尽管其拜尔名是南极座α，但是其并不是南极座最亮的恒星。最亮的恒星是蛇尾三（南极座ν）。
蛇尾四是一对分光双星，该双星系统包括两个相似的巨星，光谱型均为F。双星系统的公转周期为9天，轨道离心率为0.39。这对双星是天琴座β型变星，主掩食时，双星系统的星等会降低0.04等。蛇尾四系统同样也是一个X射线源，光度为22.78×1029 ergs s−1。恒星系统的红外过量说明存在着一个岩屑盘，岩屑盘温度为219K，距恒星9.8AU。